# Villa Sestier
La villa Sestier est une propriété privée située à Sauzet, en Drôme provençale. Elle doit son nom à son commanditaire Honoré Sestier. Elle fait l'objet d'une protection au titre des monuments historiques.

## Situation
La villa Sestier est située 102 route de Crest, au centre du village de Sauzet.

## Description

### Maison
La maison et les dépendances (maison du gardien, serre, clapiers, lavoir, pigeonnier, chenil et écuries) sont réalisées de 1902 à 1906, par Nicolas Vernon, aidé de Francisque Chaleyssin pour les décors et les meubles. La maison de maître présente des vitraux et des papiers peints.

### Parc
Le parc, réalisé à l'anglaise, est de Gabriel Luizet, architecte et paysagiste alors célèbre. Il était considéré comme l'un des plus beaux parcs privés de la Drôme et le plus caractéristique de l'Art Nouveau en matière de jardins[réf. nécessaire].
C'est au parc qu'Honoré Sestier semble avoir attaché le plus de prix[Interprétation personnelle ?]… Comme tous les membres de la bourgeoisie de ce temps, c'est un amoureux des jardins[Interprétation personnelle ?]. Commencé dès 1900, celui-ci est pour l'essentiel terminé en 1902[réf. nécessaire].

## Protection
Les écuries en totalité ainsi que les façades et toitures de la maison du gardien, celles du chenil et le parc font l'objet d'une inscription au titre des monuments historiques par arrêté du 27 juin 2012.
La villa en totalité fait l'objet d'un classement au titre des monuments historiques par arrêté du 16 mars 2016, modifié par arrêté du 15 avril 2016.

## Visite
La villa est ouverte à la visite de juin à octobre.

## Sources
(août 2017).
- Archives privés de la Villa Sestier déposées aux archives municipales de Montelimar
- Courrier de Nicolas Vernon à Honoré Sestier (archives privées du domaine) déposées aux archives municipales de Montelimar
- Lettres de Gabriel Luizet à Honoré Sestier archives du domaine déposées aux archives de Montelimar
- Plan de présentation du parc de la villa Sestier par Gabriel Luizet (fonds d'archives Luizet à Écully)
- Plan masse et circulations du parc de la villa Sestier par Gabriel Luizet